# Danh sách sân bay tại Sierra Leone
Dưới đây là danh sách sân bay tại Sierra Leone, được sắp xếp theo vị trí.

## Sân bay
Tên in đậm cho biết sân bay có các chuyến bay thương mại theo lịch.
| Địa điểm phục vụ | ICAO | IATA | Tên sân bay             |
| ---------------- | ---- | ---- | ----------------------- |
| Bo               | GFBO | KBS  | Sân bay Bo              |
| Sherbro, Bonthe  | GFBN | BTE  | Sân bay quốc tế Sherbro |
| Freetown         | GFHA | HGS  | Sân bay Hastings        |
| Freetown         | GFLL | FNA  | Sân bay quốc tế Lungi   |
| Gbangbatoke      | GFGK | GBK  | Sân bay Gbangbatoke     |
| Kabala           | GFKB | KBA  | Sân bay Kabala          |
| Kenema           | GFKE | KEN  | Sân bay Kenema          |
| Yengema          | GFYE | WYE  | Sân bay Yengema         |